# 郭桂蓉
郭桂蓉（1937年10月25日—），四川成都人，中国人民解放军将领、中国人民解放军中将。曾任总装备部科学技术委员会副主任、主任。
1959年，毕业于解放军通信工程学院（现西安电子科技大学）。1995年，当选中国工程院信息与电子工程学部院士。2001年6月，中国科学技术协会第六次全国代表大会召开，并选举其出任第六届全国委员会常务委员。